# АК-ТК
АК-ТК — основной автомат СБУ и ВСУ, использовавшийся в период с 1993 по 2022 год. Также широко использовался армией Грузии в ходе нападения на Южную Осетию.

## История
Является переработкой автомата созданного, после распада СССР, однако в массовое производство был введён только в 1993 году.
Конструкция претерпела относительно мягкие изменения:
- поставлена новая пистолетная рукоятка, приклад был заменён на складной телескопический
- ствольная коробка была заменена на новую с планкой Пикатинни, материалы внутренней части были заменены на более современные
- на цевье был установлен ласточкин хвост и складная пистолетная рукоятка
- на ствол установили новый ДТК.

До начала полномасштабной российско-украинской войны был основным автоматом Сухопутных войск Украины, также используется в вооруженных силах Грузии, Косово и некоторых других стран.
На данный момент[когда?] зарегистрировано от 100 до 200 тысяч штурмовых винтовок данного типа в разном виде.

## Галерея

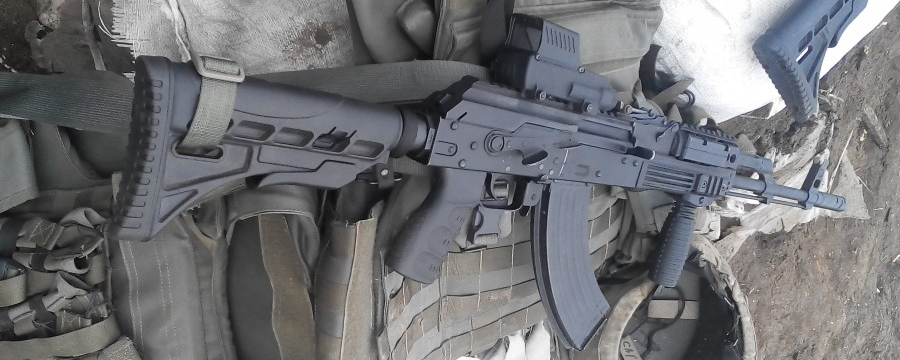
Обычный вариант модернизации АК-ТК7

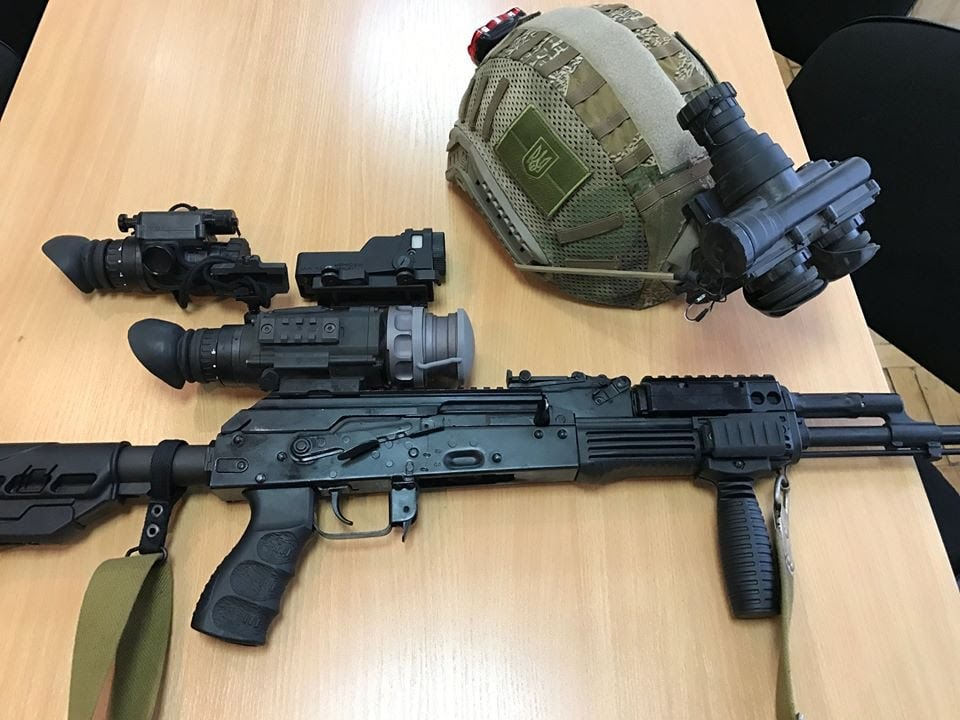
АК-ТК 79-й бригады ВСУ с ночным прицелом